# コードマスターズ
コードマスターズ（Codemasters）は、イギリスに本社を置くコンピュータゲームの開発・販売会社である。雑誌等ではしばしばニックネームとしてCodiesとも呼ばれる。日本法人は2008年にコードマスターズ株式会社として設立されていた。
全世界累計で1,000万本以上のセールスを記録したコリン・マクレー・ラリーシリーズやレースドライバーシリーズ等のレースゲームを得意としている。軍事FPS、Operation Flashpointシリーズの販売（OFP: DRは自社開発）も手がける。レースゲームにおいては、2008年にFOAとの契約により、F1のビデオゲーム化独占権利を獲得し、2009年からは各家庭用ゲーム機、携帯ゲーム機、PC用タイトルも手掛けている。
英国本社の経営方針により、2015年3月31日をもって日本法人を閉鎖した。
2020年12月、エレクトロニック・アーツが12億ドル（約1248億円）でコードマスターズを買収することを発表し、2021年2月に正式にエレクトロニック・アーツ傘下の会社となった。

## 主なゲームソフト一覧
- TOCA Touring Carシリーズ

TOCA Touring Car Championship - 1997年にPCとPlayStationで発売され、欧州PS版は200万本のセールスを記録した。
TOCA 2 Touring Cars - 1999年にPlayStationで発売され、欧州PS版は116万本のセールスを記録した。
TOCA World Touring Cars
- レースドライバーシリーズ

TOCA RACE DRIVER
TOCA Race Driver 2: Ultimate Racing Simulator
TOCA RACE DRIVER 3
Race Driver Create and Race
Race Driver: Grid - 2008年にPCとXbox 360・PlayStation 3・Nintendo DSで発売され、PS3版は全世界累計107万本を記録し、全機種合計で202万本のセールスを記録した。
Grid 2 - 2013年にPCとXbox 360・PlayStation 3で発売された。
Grid Autosport - 2014年にPCとXbox 360・PlayStation 3で発売された。
GRID - 2019年にPCとPlayStation 4・Xbox Oneで発売された
GRID Legends - 2022年にPCとPlayStation 4/PlayStation 5・Xbox One/Xbox Series X/S向けに発売予定
- コリン・マクレー・ラリーシリーズ

Colin McRae Rally - 1998年にPCとPlayStation・Game Boyで発売され、欧州PS版は243万本のセールスを記録した。現在ではiOS版も配信されている。
Colin McRae Rally 2.0 - 2000年にPCとPlayStation・Game Boy Advanceで発売された。
Colin McRae Rally 3 - 2002年にPCとPlayStation 2で発売され、欧州PS版は100万本のセールスを記録した。
Colin McRae Rally 04 - 2003年にPCとPlayStation・Xboxで発売され、全世界累計で105万本のセールスを記録した。
Colin McRae Rally 2005 - 2004年にPCとXbox・PlayStation 3及び携帯電話会社Nokiaの携帯電話端末ゲーム機N-Gageで発売された。
Colin McRae: DiRT - 2007年にPCとXbox 360・Wii・PlayStation 3で発売され、PS3版は全世界累計104万本を記録し、全機種合計では192万本のセールスを記録した。
Colin McRae Rally Mac
Colin McRae: DiRT 2 - 2009年にPCとXbox 360・PlayStation 3・Nintendo DS・PlayStation Portableで発売され、全機種合計で259万本のセールスを記録した。
DiRT 3 - 2011年にPCとXbox 360・PlayStation 3で発売され、PS3版は全世界累計100万本を記録し、全機種合計では182万本のセールスを記録した。
DiRT Rally（日本未発売） - 2015年にPCとPlayStation 4・Xbox Oneで発売された。
DiRT 4 - 2017年にPCとPlayStation 4・Xbox Oneで発売された。前述の日本法人の廃止に伴い、本作はユービーアイソフトより発売された。
DiRT Rally 2.0 - 2019年にPC・PlayStation 4・Xbox Oneで発売された。本作のPS4版はユービーアイソフトより発売され、PC・Xbox One版は海外法人のコードマスターズより日本語対応で日本発売された。
DiRT 5 -2021年8月5日にPCとPlayStation 4/PlayStation 5・Xbox One/Xbox Series X/Sで発売された。本作はKoch Media（現 PLAION）より発売された。
EA Sports WRC -2023年11月3日PCとPlayStation 5・Xbox Series X/Sで発売された。WRC公式ゲームがEAスポーツシリーズに加わり、開発がEA傘下となったコードマスターズに移ったため、基本的なシステムをDiRT Rally 2.0から引き継いでいる。マクレーへのリスペクトとして、かつて彼が開発したラリーカー「Colin McRae R4」のようにプレイヤーがグループRally規定に基づいた独自のマシンを作り出せる機能が実装されている。
- Operation Flashpointシリーズ

Operation Flashpoint: Cold War Crisis（開発：Bohemia Interactive Studio）
Operation Flashpoint: Dragon Rising
Operation Flashpoint: Red River
- F1シリーズ

F1 2009（開発：SUMO DIGITAL） - 2009年にPCとWii・PlayStation Portableで発売、WiiとPSP版合計で138万本のセールスを記録した。
F1 2010 - 2010年にPCとXbox 360・PlayStation 3で発売、チーム交渉の際に契約金が発生し、生涯獲得賞金がプレイヤーステータスで表示されるのが特徴。PS3版は全世界累計131万本を記録し、全機種合計で222万本のセールスを記録した。
F1 2011 - 2011年にPCとXbox 360・PlayStation 3・Nintendo 3DS・PlayStation Vitaで発売、PS3版は全世界累計117万本を記録し、全機種合計で228万本のセールスを記録した。
F1 2012 - 2012年にPCとXbox 360・PlayStation 3で発売、PS3版は全世界累計100万本を記録し、全機種合計で161万本のセールスを記録した。
F1 RACE STARS - 2012年にPCとXbox 360・PlayStation 3で発売、翌年にはWii U版『F1 RACE STARS POWERED UP EDITION』が発売された。現在ではiOS版も配信されている。
F1 2013 - 2013年にPCとXbox 360・PlayStation 3で発売された。
F1 2014 - 2014年にPCとXbox 360（海外のみ）・PlayStation 3で発売された。
F1 2015 - 2015年にPCとPlayStation 4・Xbox Oneで発売された。
F1 2016 - 2016年にPCとPlayStation 4・Xbox Oneで発売された。
F1 2017 - 2017年にPCとPlayStation 4・Xbox Oneで発売された。
F1 2018 - 2018年にPCとPlayStation 4・Xbox Oneで発売された。
F1 2019 - 2019年にPCとPlayStation 4・Xbox Oneで発売された。
F1 2020 - 2020年にPCとPlayStation 4・Xbox One・Stadiaで発売、プレイヤーが11番目の新規オリジナルチームを作成、所有し各部署に投資してF1マシン開発、スポンサー勧誘などチーム創設オーナー兼ドライバーとしてF1チームを運営できる「マイ チーム」モードを収録。
F1 2021 - 2021年にPCとPlayStation 4・PlayStation 5・Xbox One・Xbox Series X/Sで発売、「マイ チーム」のほか、新たに架空のF1ドライバーとなってチームメイトやライバルと敵対する「ブレーキングポイント」を収録。
F1 22 - 2022年にPCとPlayStation 5・Xbox Series X/Sで発売された。
なお、前述の日本法人の廃止に伴い、F1シリーズの日本での発売は2015年 - 2018年はユービーアイソフト、2019年・2020年はGame Source Entertainmentより行われていた。2021年以降は全世界でエレクトロニック・アーツより販売が行われている。